# Iglesia de San Antonio de Padua (Zaragoza)

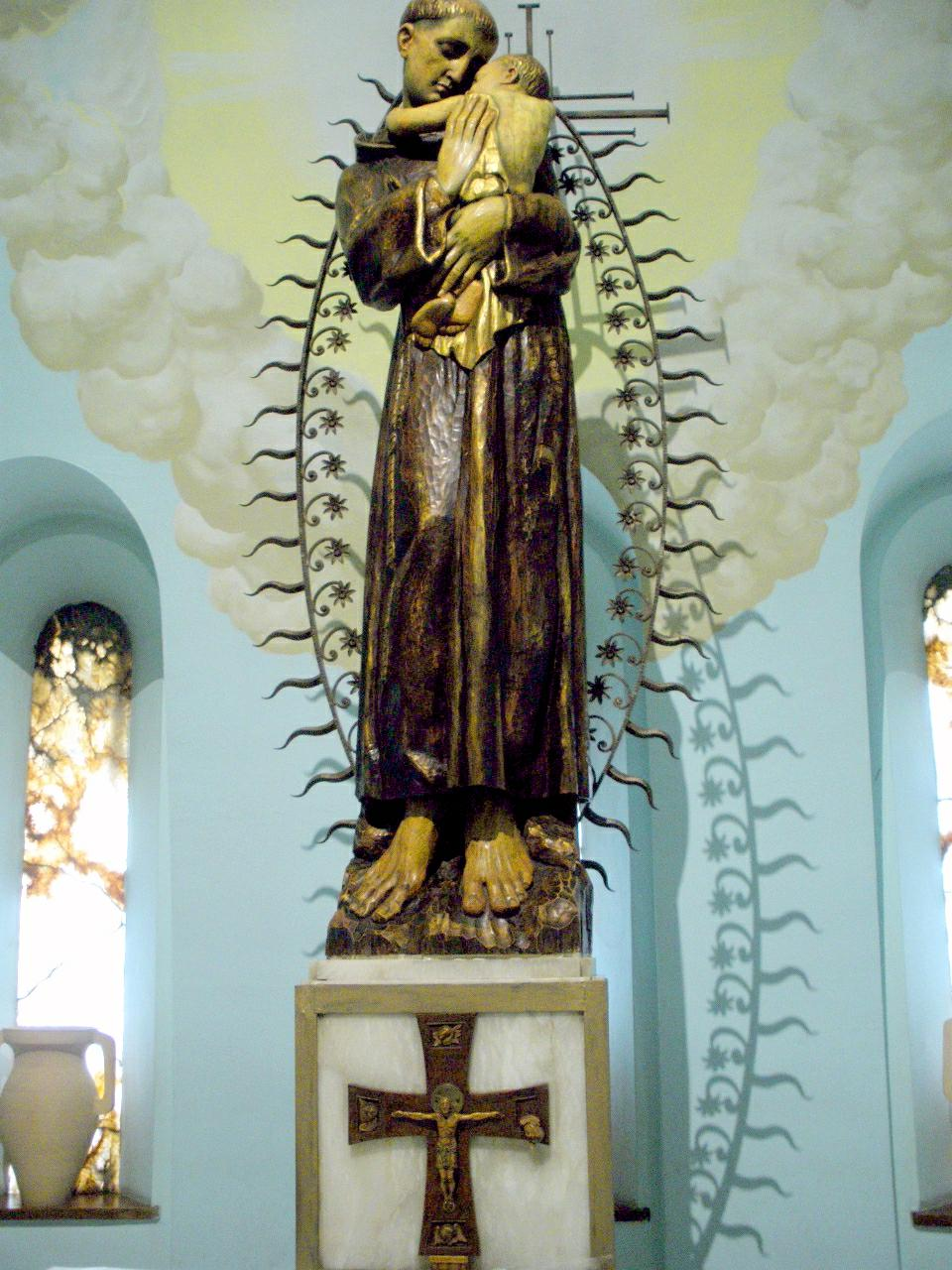
Talla en madera de San Antonio de Padua

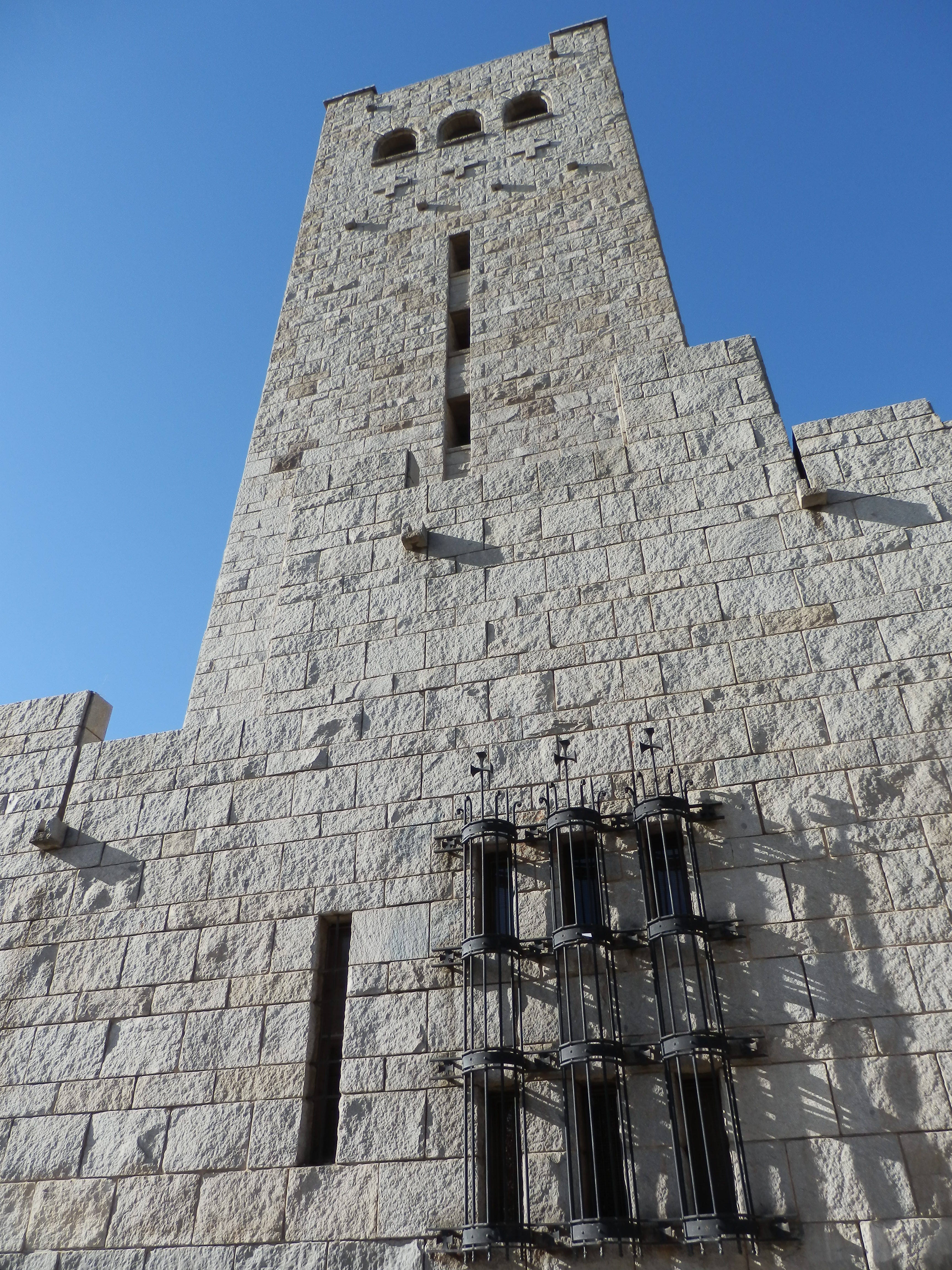
Sacrario Militare Italiano de Zaragoza.

Es un Santuario Capuchino situado entre el Canal Imperial de Aragón y el Parque Pignatelli, en la ciudad de Zaragoza (Aragón). Se compone de la Iglesia de San Antonio de Padua, el Convento de los Padres Capuchinos y el Sacrario Militare Italiano (Mausoleo Militar Italiano). 
Dentro del Santuario, destaca también el Colegio San Antonio de Padua y el Centro Social San Antonio de Padua. Además, los Hermanos Capuchinos también dirigen la revista "El mensajero de San Antonio".

## Historia
El conjunto arquitectónico fue diseñado por el arquitecto pamplonés Víctor Eusa Razquin como mausoleo para los combatientes italianos caídos en la guerra civil española. Si bien en un principio el objetivo era honrar únicamente a los pertenecientes al Corpo Truppe Volontarie, enviado por la Italia fascista, tras la caída de dicho régimen, por exigencias del gobierno que lo suplió, fueron incorporados al osario restos de voluntarios italianos de la Brigada Internacional que lucharon en la defensa de la Segunda República Española. Quedando como un monumento dedicado a ambos bandos.

### San Antonio "El Viejo"
Los antecedentes del actual Santuario de San Antonio de Padua se remontan a 1926, cuando los frailes Capuchinos decidieron construir una Iglesia y convento a las afueras de Zaragoza, eligiendo el barrio de Torrero, zona de extramuros. Siendo la primera presencia de los Capuchinos en Zaragoza desde la exclaustración del Monasterio de Nuestra Señora de Cogullada en 1835, debido a la Desamortización de Mendizábal, presentes desde 1657.
Esta pequeña iglesia conventual fue dedicada a San Antonio de Padua siendo recibida con gran acogida por las gentes de Torrero y alrededores. Los frailes de San Antonio hicieron muchas obras sociales, fundaron una escolanía, un comedor para niños y adultos pobres y, más tarde, un colegio de primaria. 

A medida que fue creciendo el barrio, esta sede primigenia se vería con la necesidad de ser reformada y la Provincia Capuchina ideó la  construcción de una iglesia y convento nuevos, que fueron inaugurados el 19 de diciembre de 1970 y dedicándose a San Francisco de Asís.

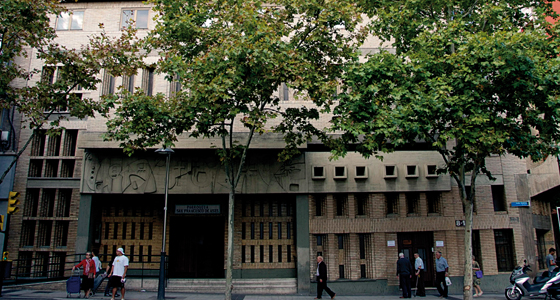
Actual Iglesia de San Francisco de Asís.

### Monumento Osario
Durante la guerra civil española de 1936 el capellán Capuchino Pietro De Varzi atendió a los soldados italianos que vinieron a luchar y cuando finalizó la guerra gestionó la construcción de un mausoleo que acogiera a los combatientes italianos fallecidos durante la contienda y que estaban dispersos en numerosos cementerios de España.
El conjunto fue financiado por el gobierno de Mussolini y llevado a cabo por el constructor Ángel Aísa Esteban entre el año 1937 y el año 1940. La torre fue proyectada para ser el doble de alta de lo que es en la actualidad pero la falta de fondos la paralizó.
El 3 de mayo de 1942, el entonces embajador de Italia en España Francisco Lequio dijo: 

Es de justicia que el monumento de nuestros muertos se levante en Zaragoza que lleva en su nombre el de su imperial fundador romano. Bien está el monumento a los caídos en la Inmortal ciudad de los Mártires, en el Santuario de la Raza Hispánica, centro espiritual de la nación desde que la Santísima Virgen fijó en ella su Pilar inconmovible.

Tras finalizar las obras del Monumento Osario, se bautizó como Sacrario Militare Italiano y se inauguró oficialmente el 25 de julio de 1945.
Al año siguiente, Italia se convirtió en república después de un plebiscito realizado el 2 de junio de 1946. Entonces, el Sacrario Militare Italiano pasó a formar parte del Gobierno de Italia y se intervino el mausoleo para introducir a los 546 Brigadistas Garibaldinos Italianos que murieron defendiendo a la Segunda República Española.

### San Antonio "El Nuevo"
La nueva iglesia del Sacrario Militare Italiano fue dedicada a San Antonio de Padua y la sede primigenia pasó nombrarse San Antonio "El Viejo" o San Antonio "de Torrero".
Finalmente, el 31 de marzo de 1965 el arzobispo de Zaragoza, Pedro Cantero Cuadrado, firmó el decreto de erección por el que la Iglesia Coventual de San Antonio de Padua recibía el título de iglesia parroquial, lo que le aporto más independencia a los frailes Capuchinos.

## Iglesia Conventual de San Antonio de Padua
El templo está construida a lo largo de un eje perpendicular al Paseo de Cuellar que surge del centro del pórtico. La fachada esta realizada con ladrillo caravista combinado con piedra en zócalo, aleros y otros elementos puntuales. Los alzados presentan una arquitectura ecléctica con numerosas referencias a la arquitectura tradicional aragonesa. Junto a la fachada sur de la iglesia se adosan los despachos parroquiales con un acceso independiente entre el templo y el mausoleo
El interior de la nave está jalonado por arcos en resalte, que recuerdan las ideas del primigenio futurismo arquitectónico y su evolución en la Italia del dictador. Quedando unos arcos fajones que hacen referencia a la composición del espacio exterior.

La iglesia está presidida por una escultura de San Antonio de Padua tallada en madera de ciprés realizada por el escultor Juan Bautista Porcar.

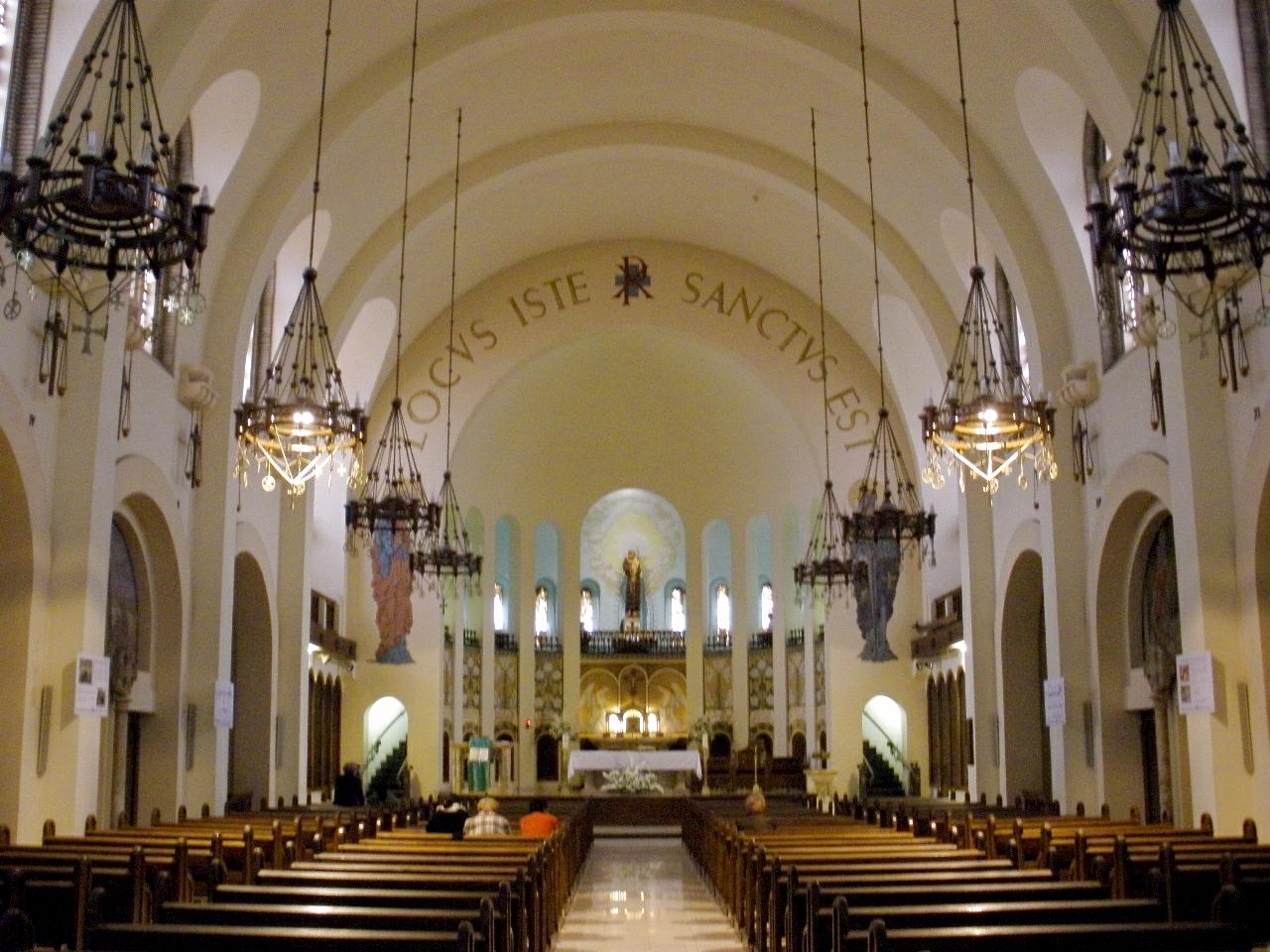
Interior de la nave.
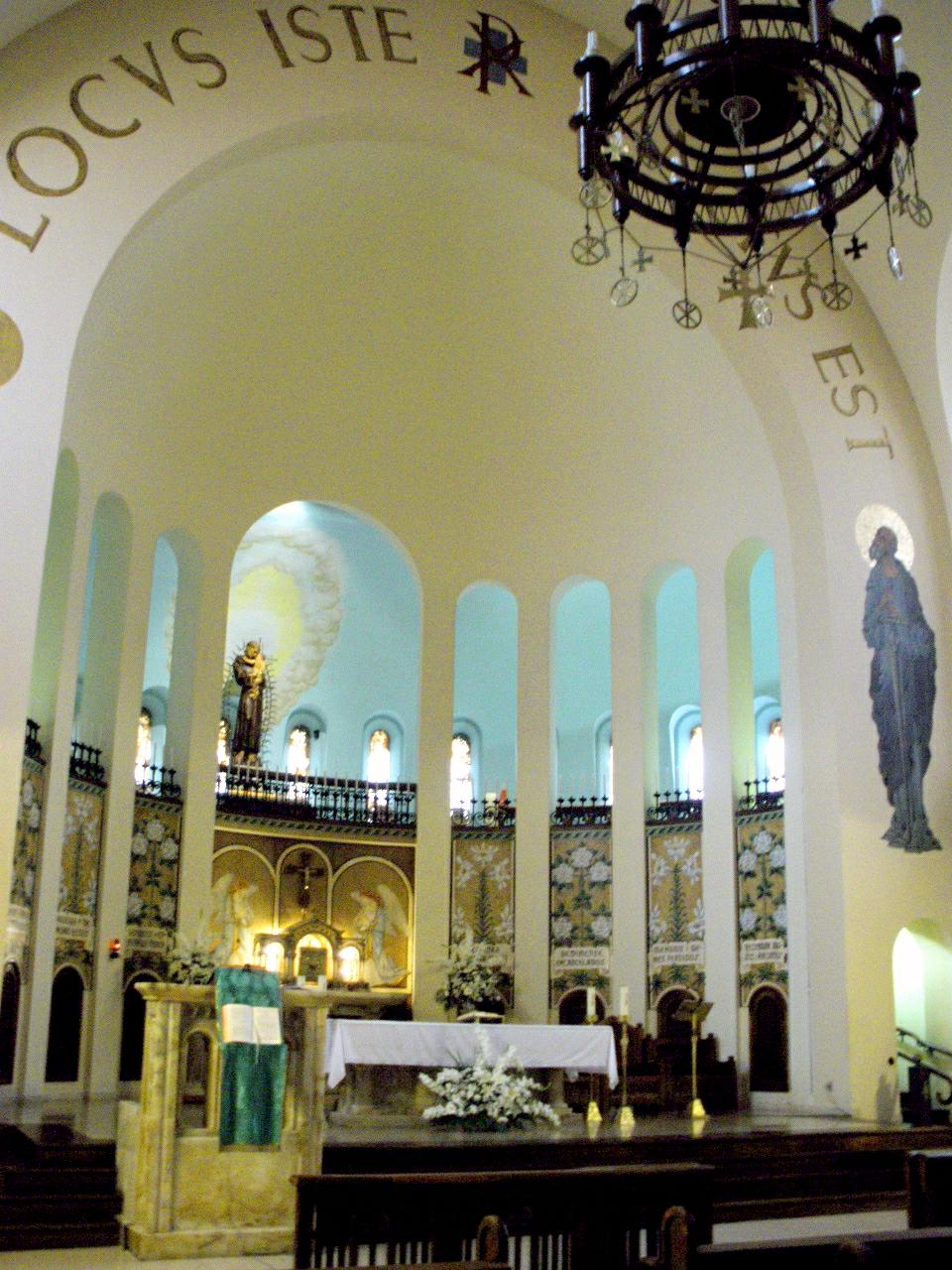
Altar Mayor.
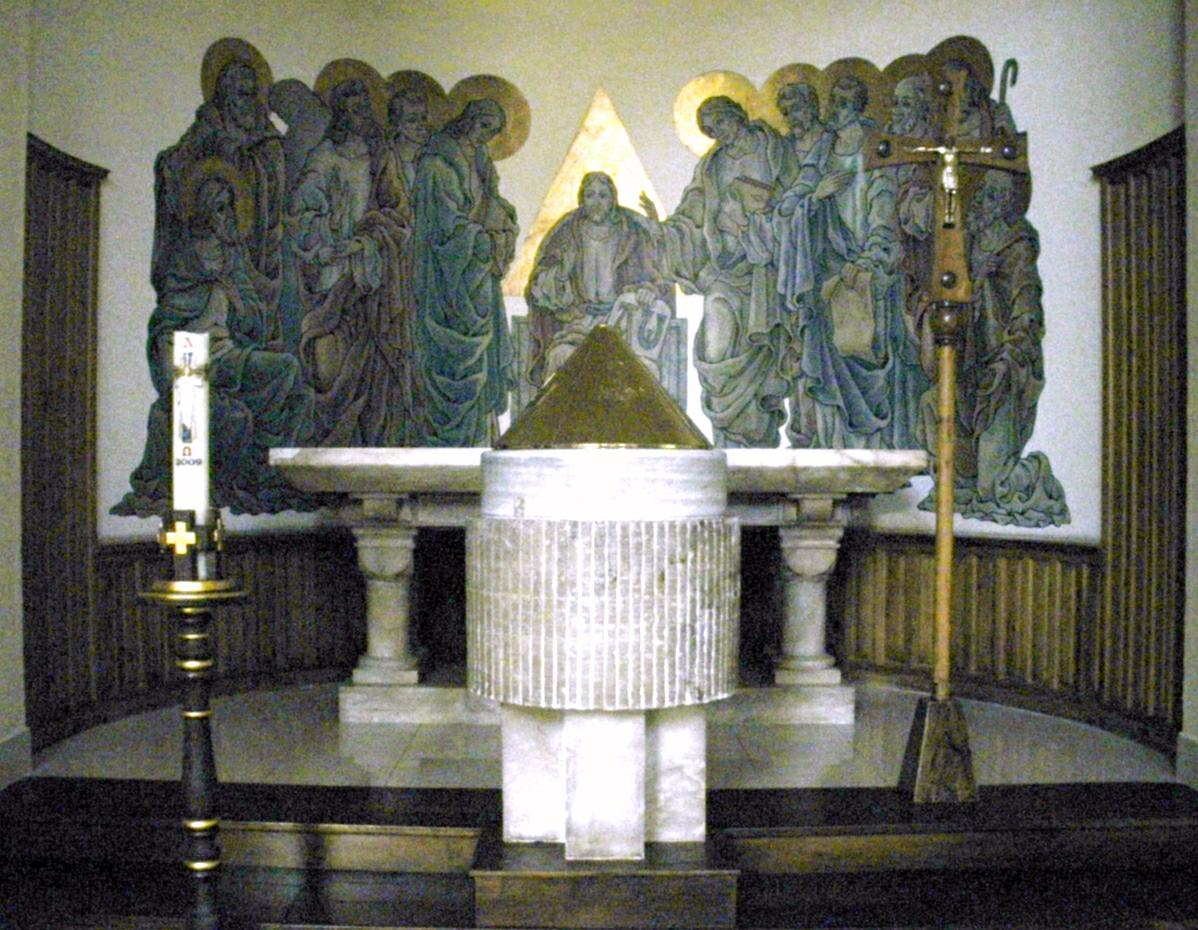
Capilla del Baptisterio.
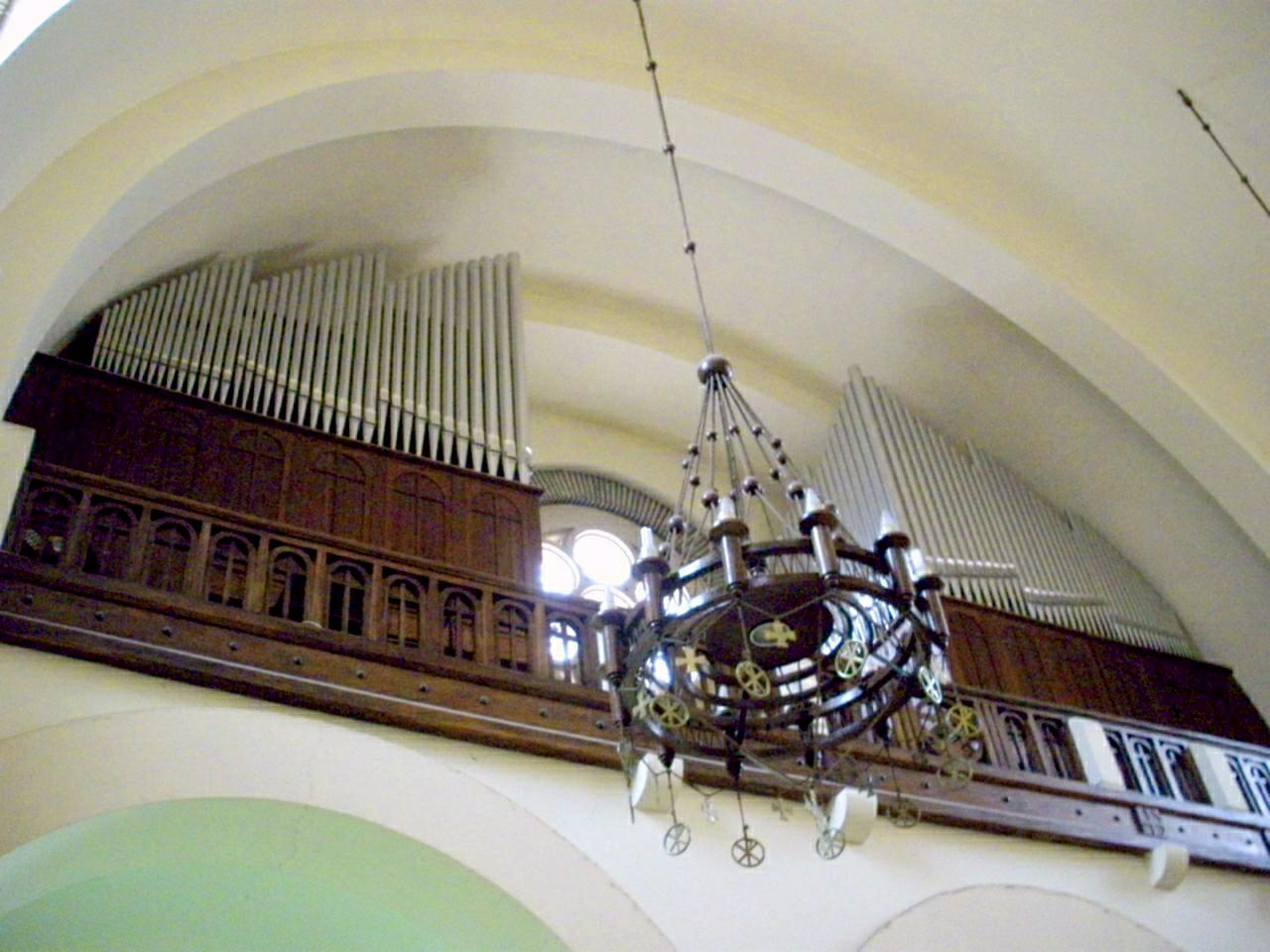
Órgano en el Coro Alto.
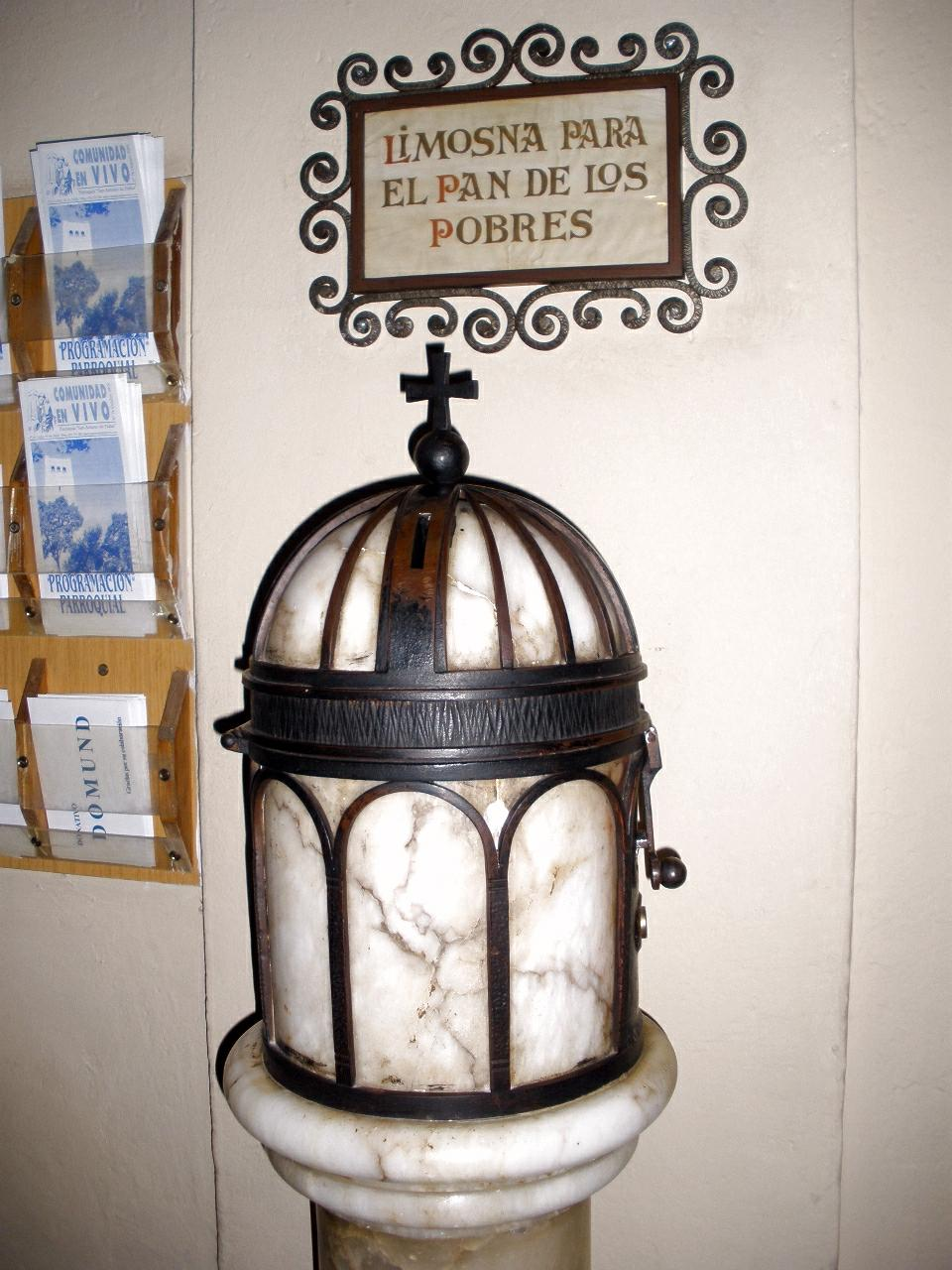
Limosnero.
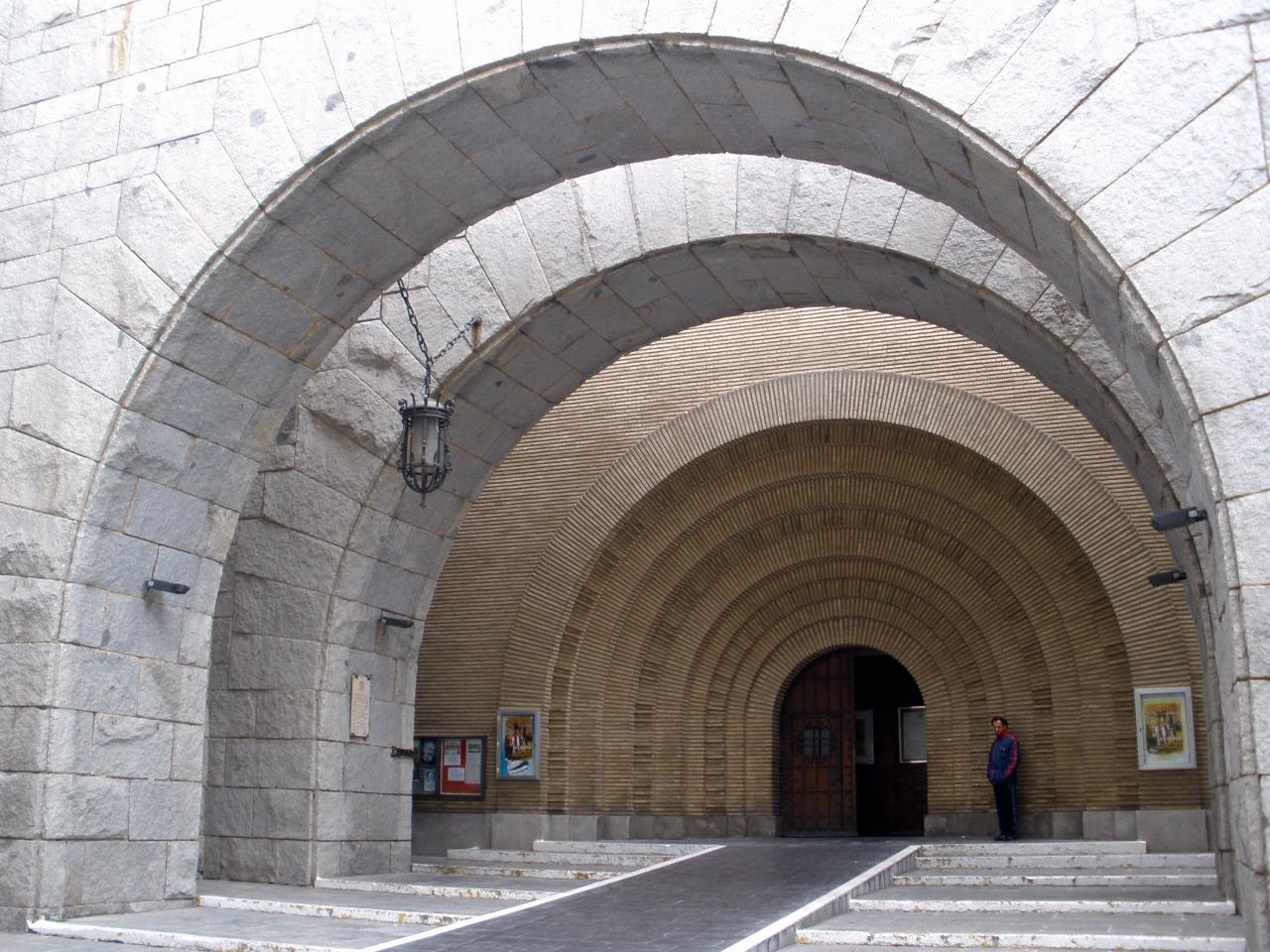
Pórtico de entrada.

### Órgano

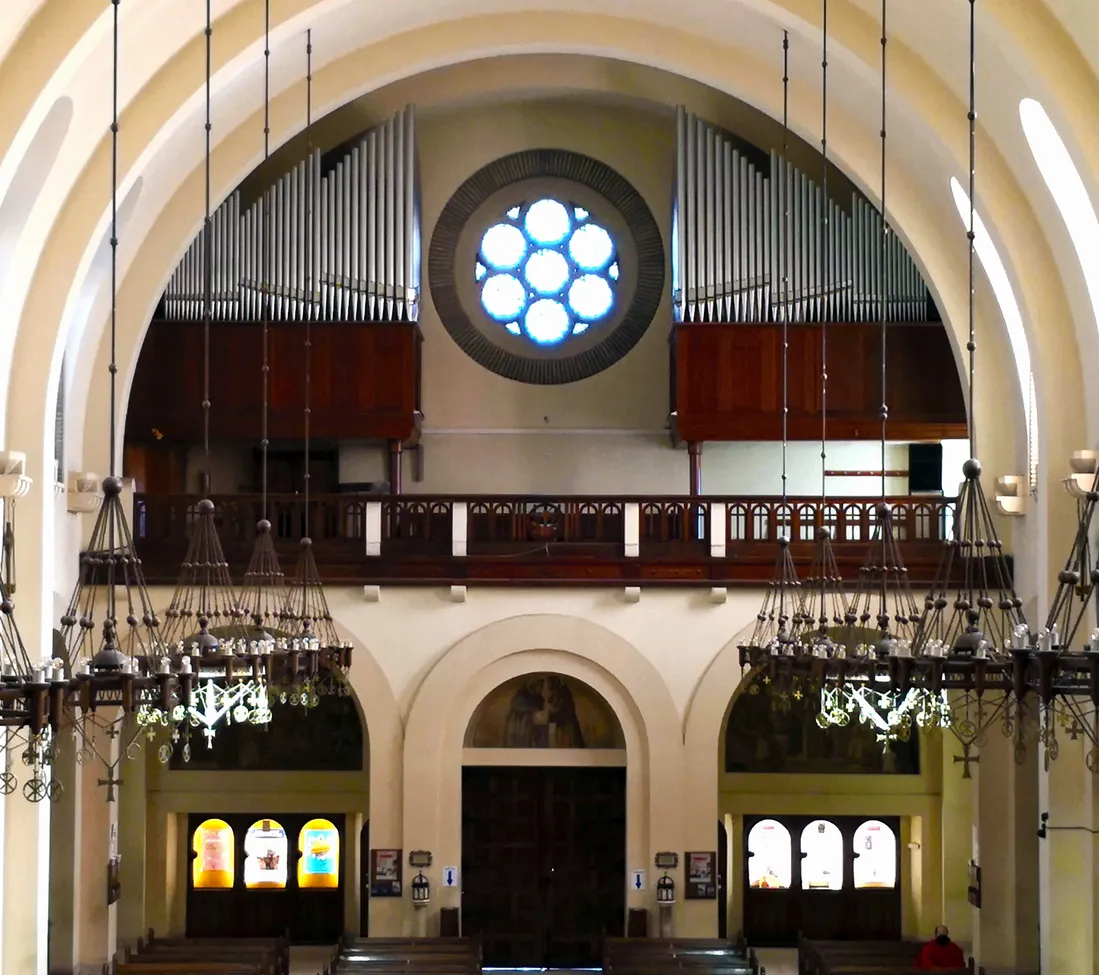
Órgano "Juan Dourte" de San Antonio.

Fue construido por el bilbaíno Juan Dourte hacia mediados de los 60 y es un ejemplo tardío de la organería de inspiración romántica del País Vasco. La consola cuenta con dos manuales y un pedalero a la alemana. Tiene alrededor de 1500 tubos y un total de 26 registros sonoros. 
| Gran Órgano (Manual I) | Órgano Expresivo (Manual II) | Pedalier    |
| ---------------------- | ---------------------------- | ----------- |
| Violón 16'             | Cor de nuit 8'               | Subbajo 16' |
| Flautado 8'            | Gamba 8'                     | Bordón 16'  |
| Flauta armónica 8'     | Voz celeste 8'               | Contras 8'  |
| Violón 8'              | Octava 4'                    | Bajo 8'     |
| Octava 4'              | Flauta armónica 4'           | Flauta 4'   |
| Docena 2 2/3'          | Quincena 2'                  | Trompeta 8' |
| Quincena 2'            | Nasardo 17.ª                 |             |
| Lleno III              | Nasardo 19.ª                 |             |
| Trompeta 8'            | Zímbala III                  |             |
|                        | Fagot Oboe 8'                |             |
|                        | Clarín 4'                    |             |

## Sacrario Militare Italiano
El complejo es propiedad del Gobierno de Italia y se considera que está en suelo italiano. El Sacrario consta de una simbólica y poderosa torre en talud en sillería de aspecto de fortaleza rústica con un gran pórtico de entrada.
La base de la torre arranca de un pórtico formado por cuatro grandes arcos de medio punto, que configuran el acceso monumental al recinto. La entrada a la torre se sitúa entre los dos arcos centrales del pórtico, más separados que los laterales para configurar un espacio de acogida. Frente a dicha entrada se dispone un espacio ajardinado cuyo diseño geométrico continúa las líneas compositivas del pórtico. La torre-osario y el pórtico se revisten exteriormente con grandes bloques de granito que dotan al conjunto de una apariencia solemne y acorde con su carácter castrense. 
En el interior hay un cripta con una pequeña capilla funeraria que ocupa la base de la torre. Encima de la cripta se edifica el mausoleo que consta de una rampa escalonada helicoidal que da acceso a las sepulturas en plantas alzadas, dejando en el centro un espacio libre sobre la cripta que se prolonga hasta la cubierta.

### Mausoleo
Por el número de sepulturas es el tercer mausoleo militar italiano del mundo. En la torre mausoleo reposan 2889 cuerpos.
Además en el Sacrario Militare Italiano se recuerdan a los 546 Brigadistas Garibaldinos Italianos que murieron defendiendo a la Segunda República.
El mausoleo es un símbolo de los estragos de la guerra y ha quedado como un lugar de recuerdo y reconciliación, que se celebra especialmente el 2 de noviembre de cada año.
En el arco de entrada a la cripta está la inscripción:

L’Italia a tutti i suoi Caduti in Spagna
Italia a todos sus combatientes en España
wikipedia

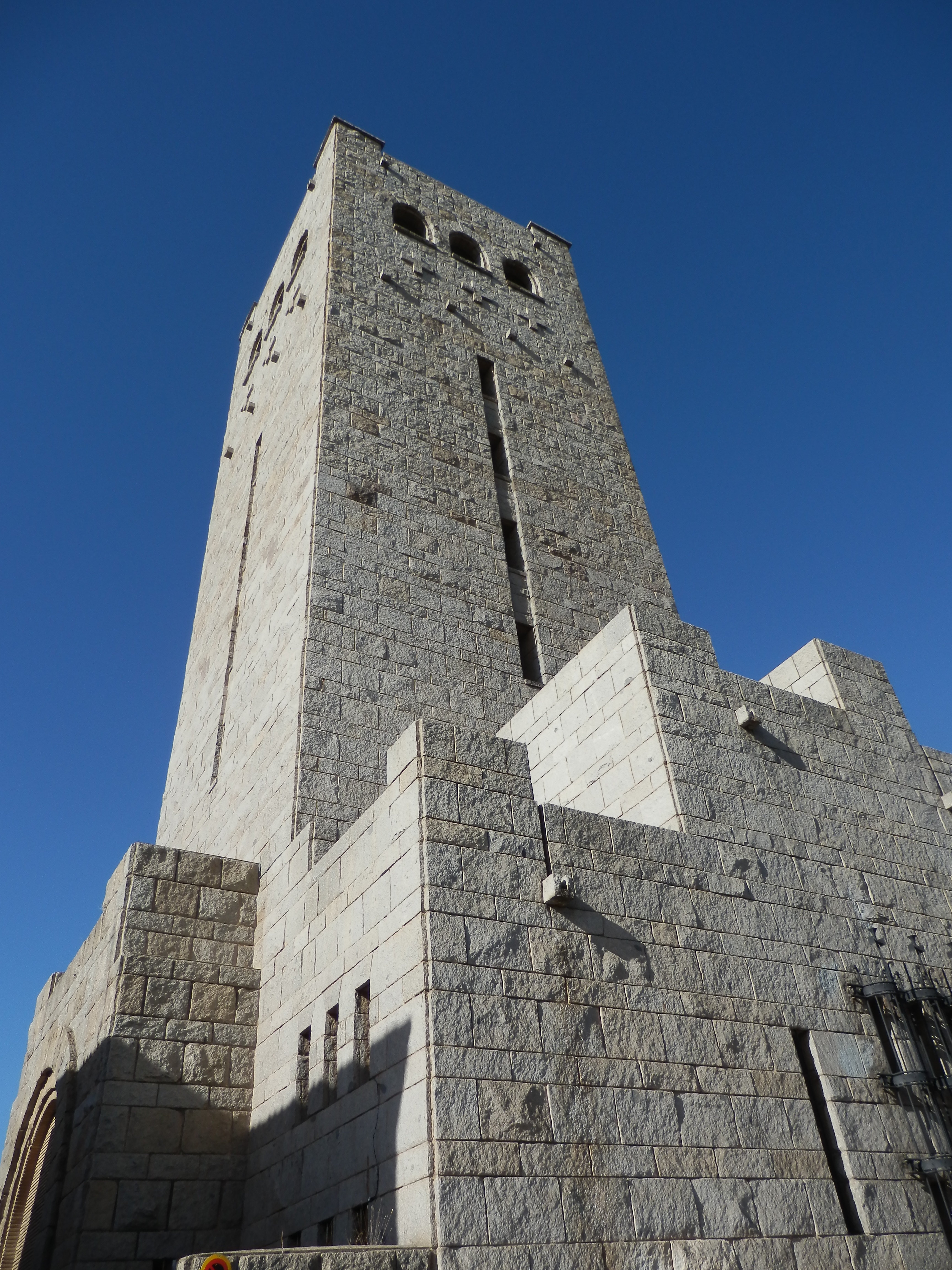
Torre Osario
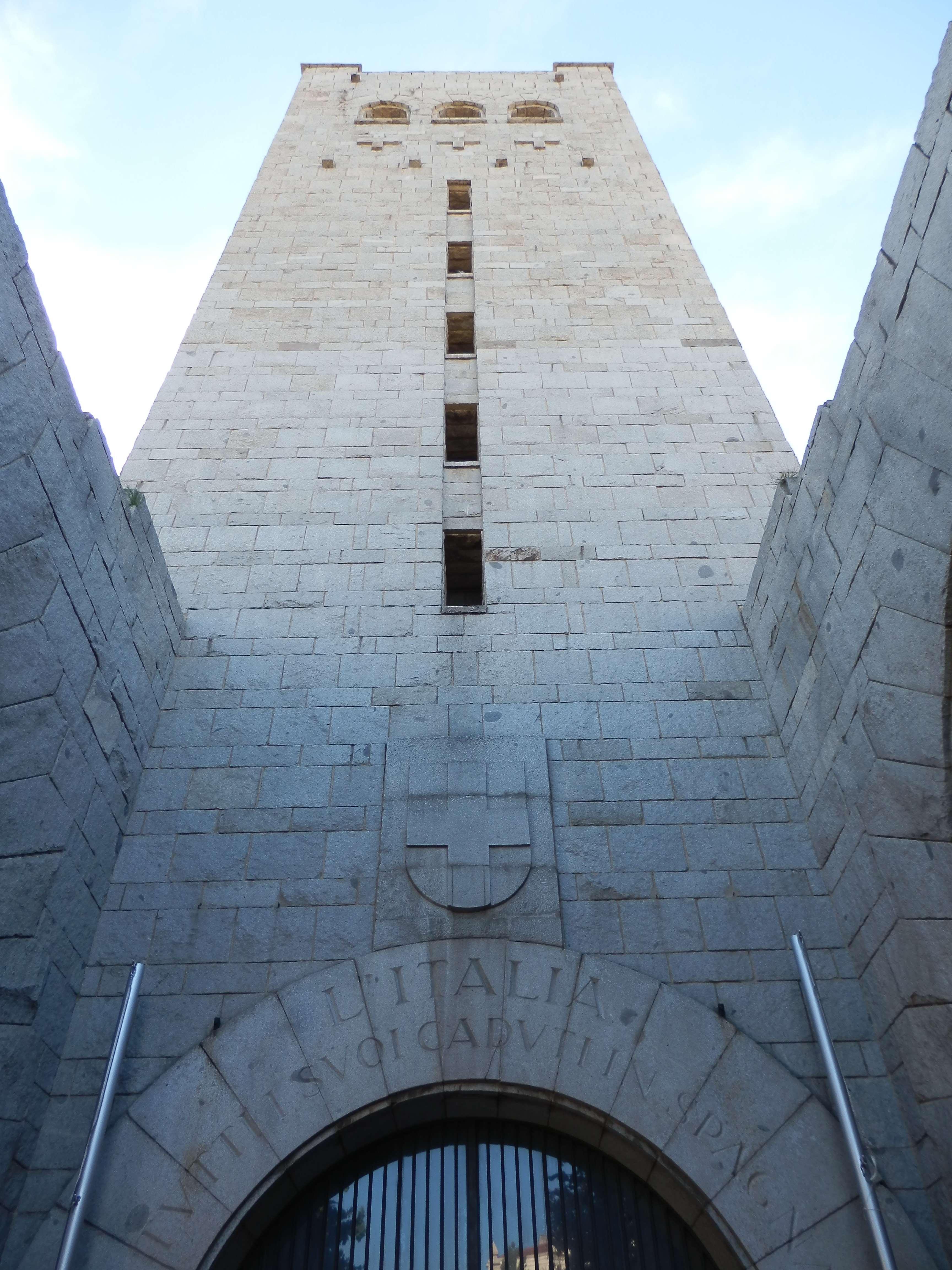
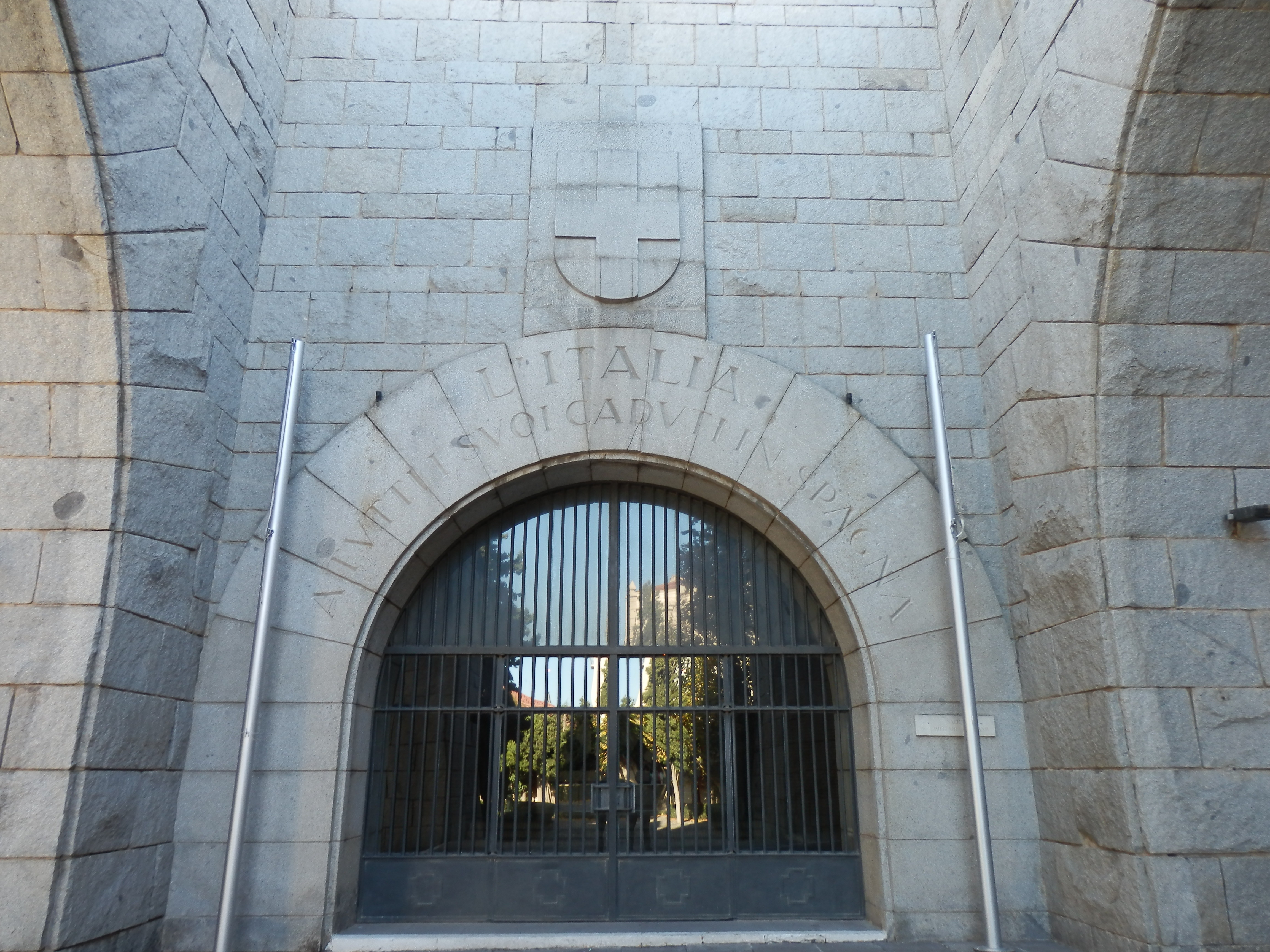
Entrada al Sacrario Militare Italiano.
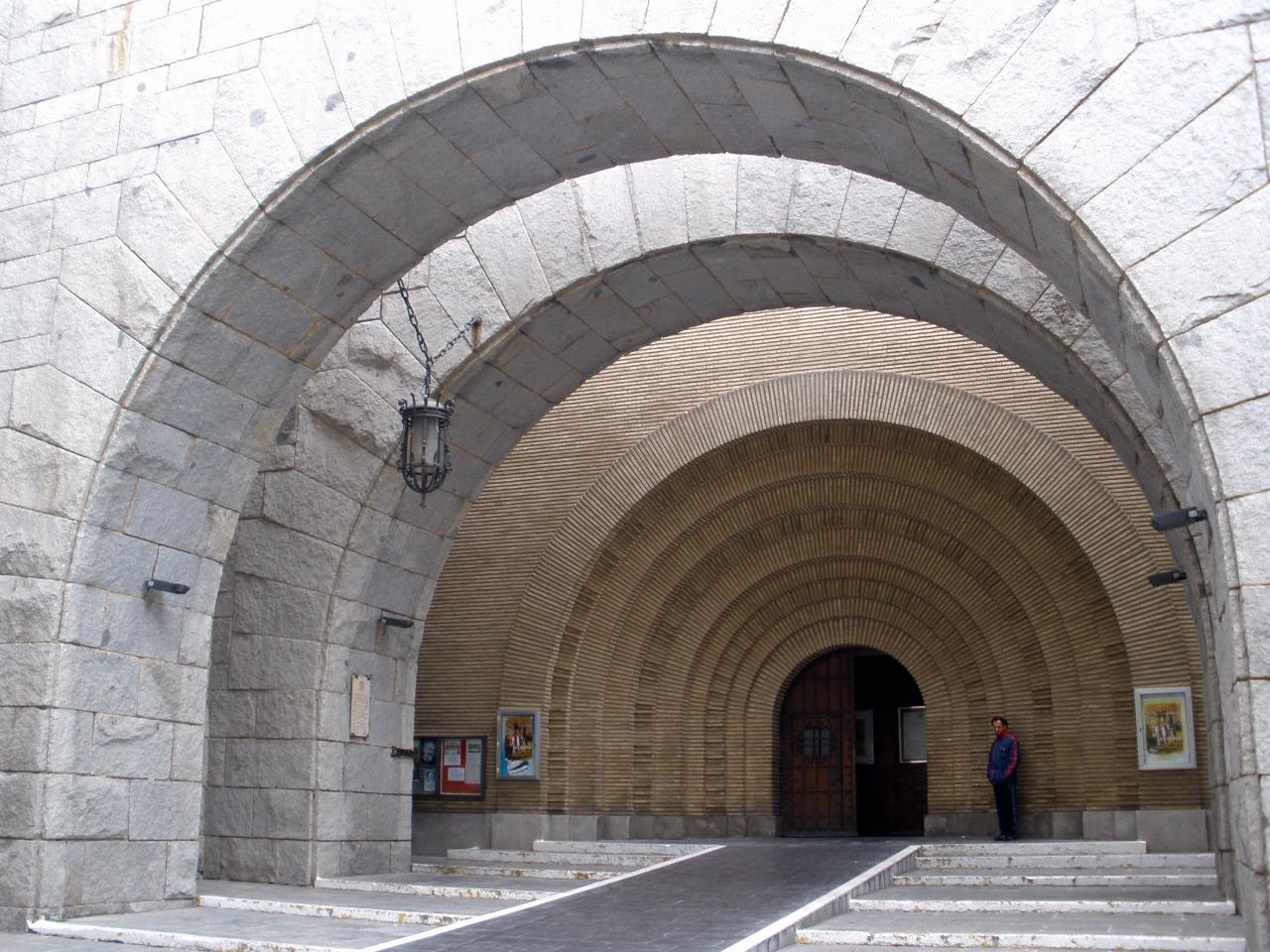
Pórtico de entrada.
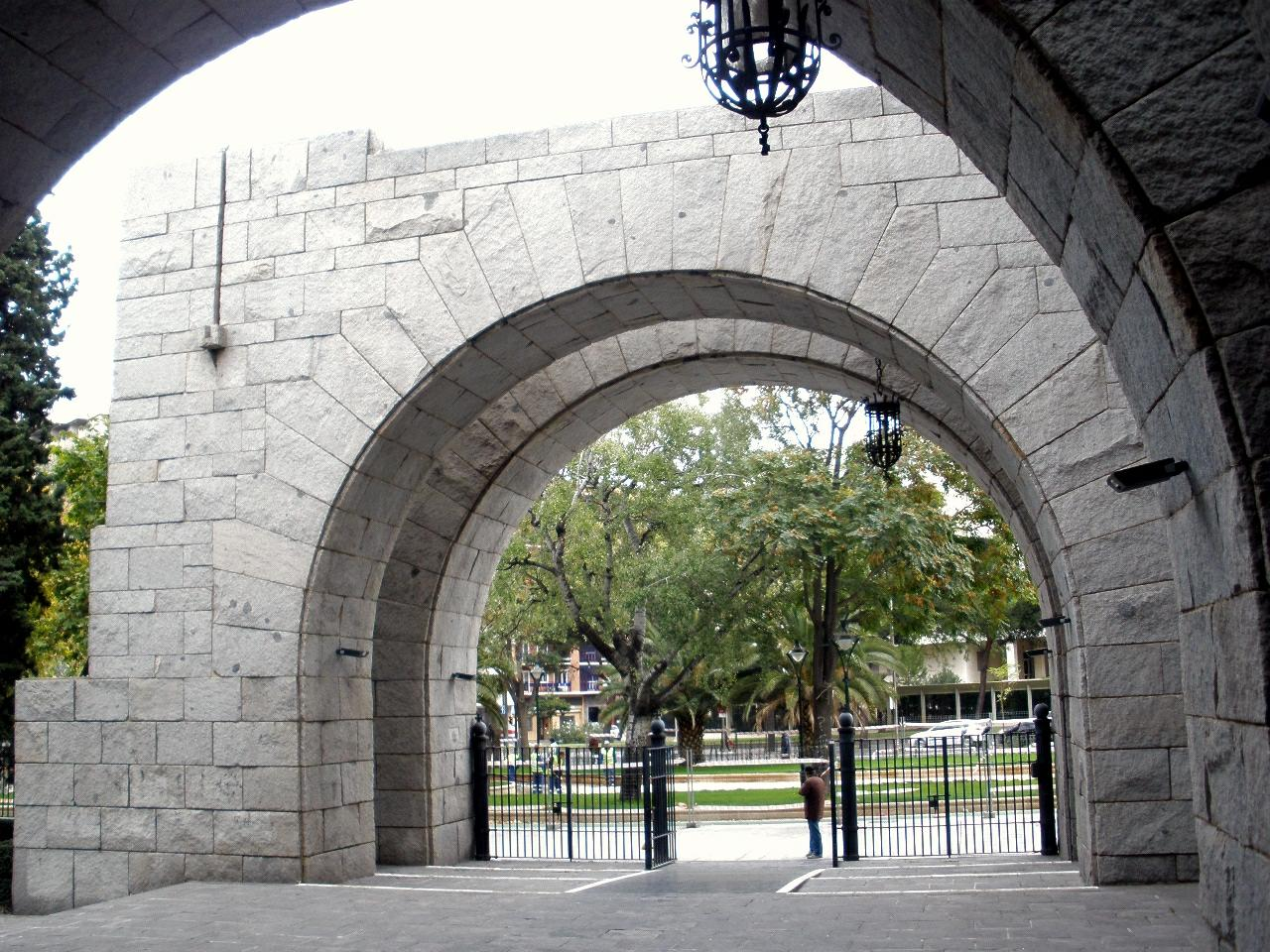
Pórtico de entrada.
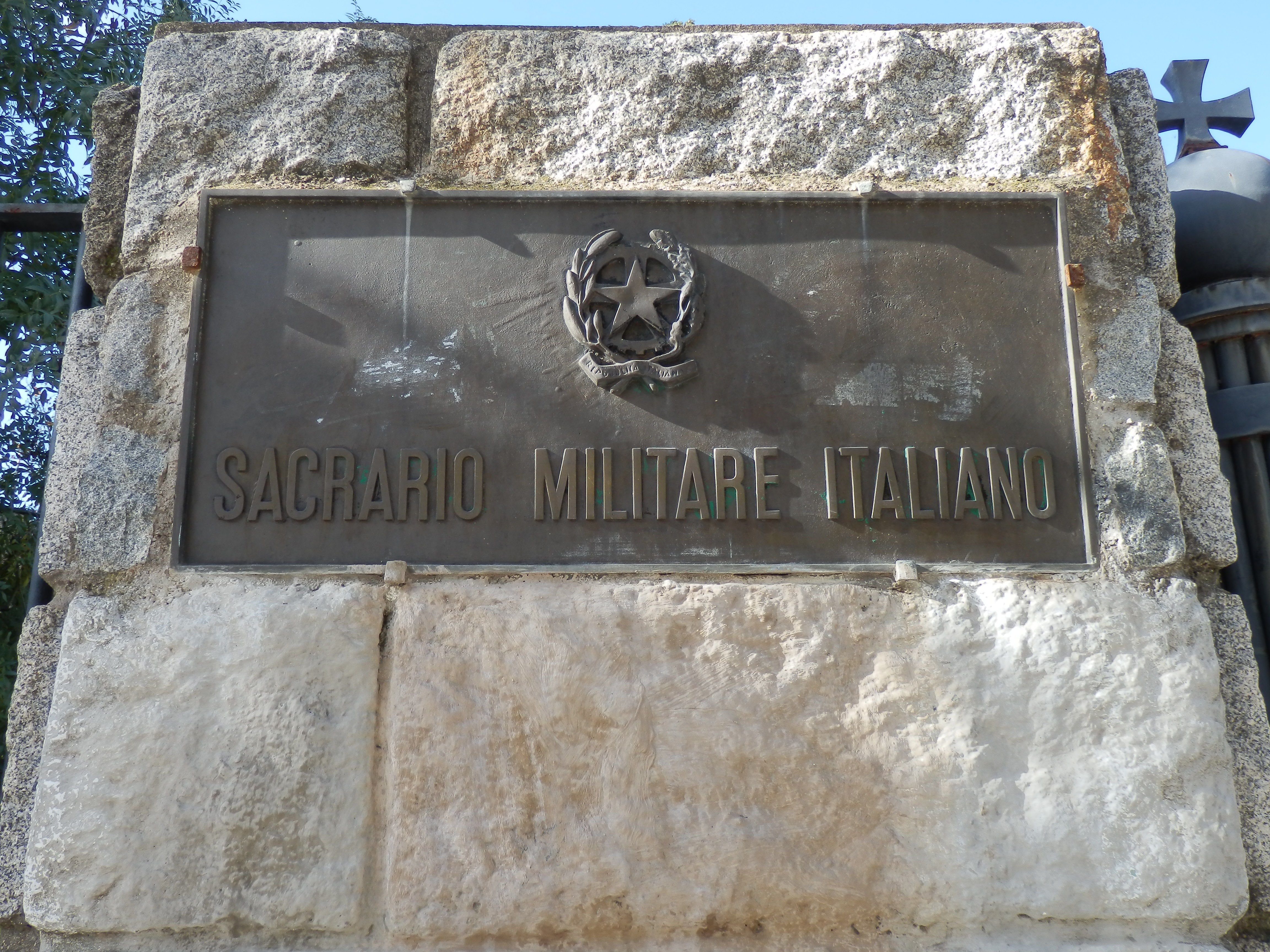
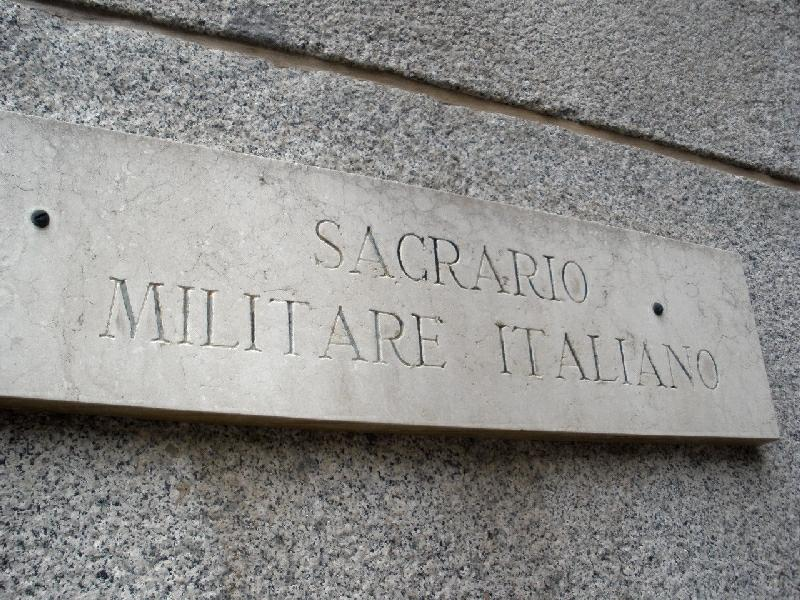
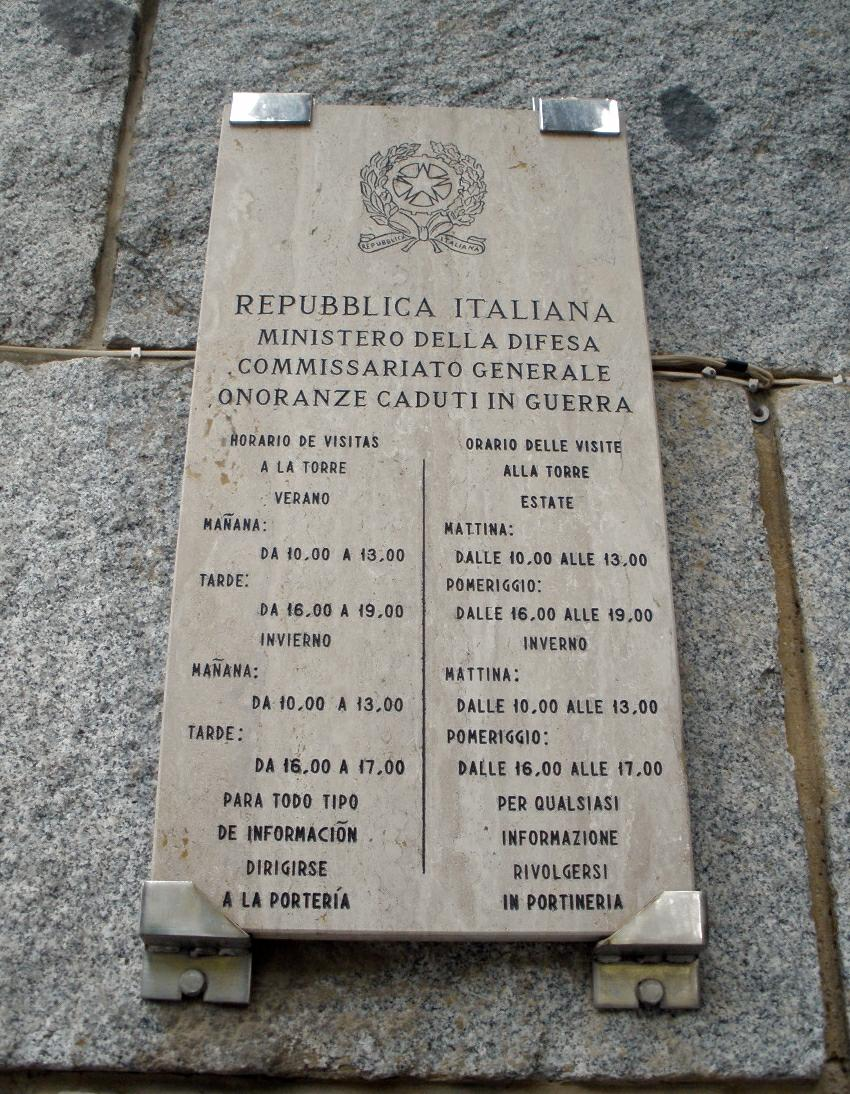
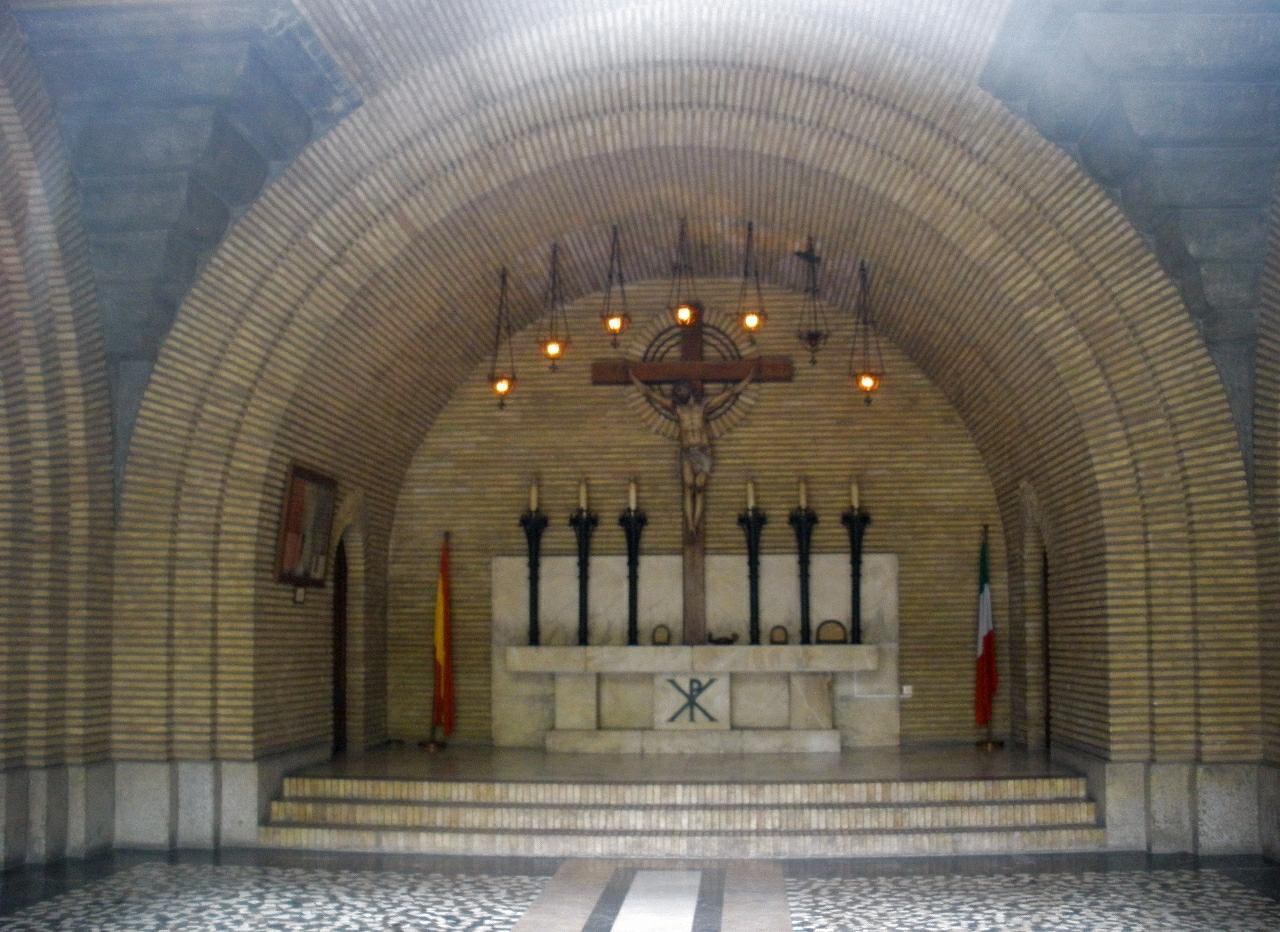
Cripta y capilla funeraria.
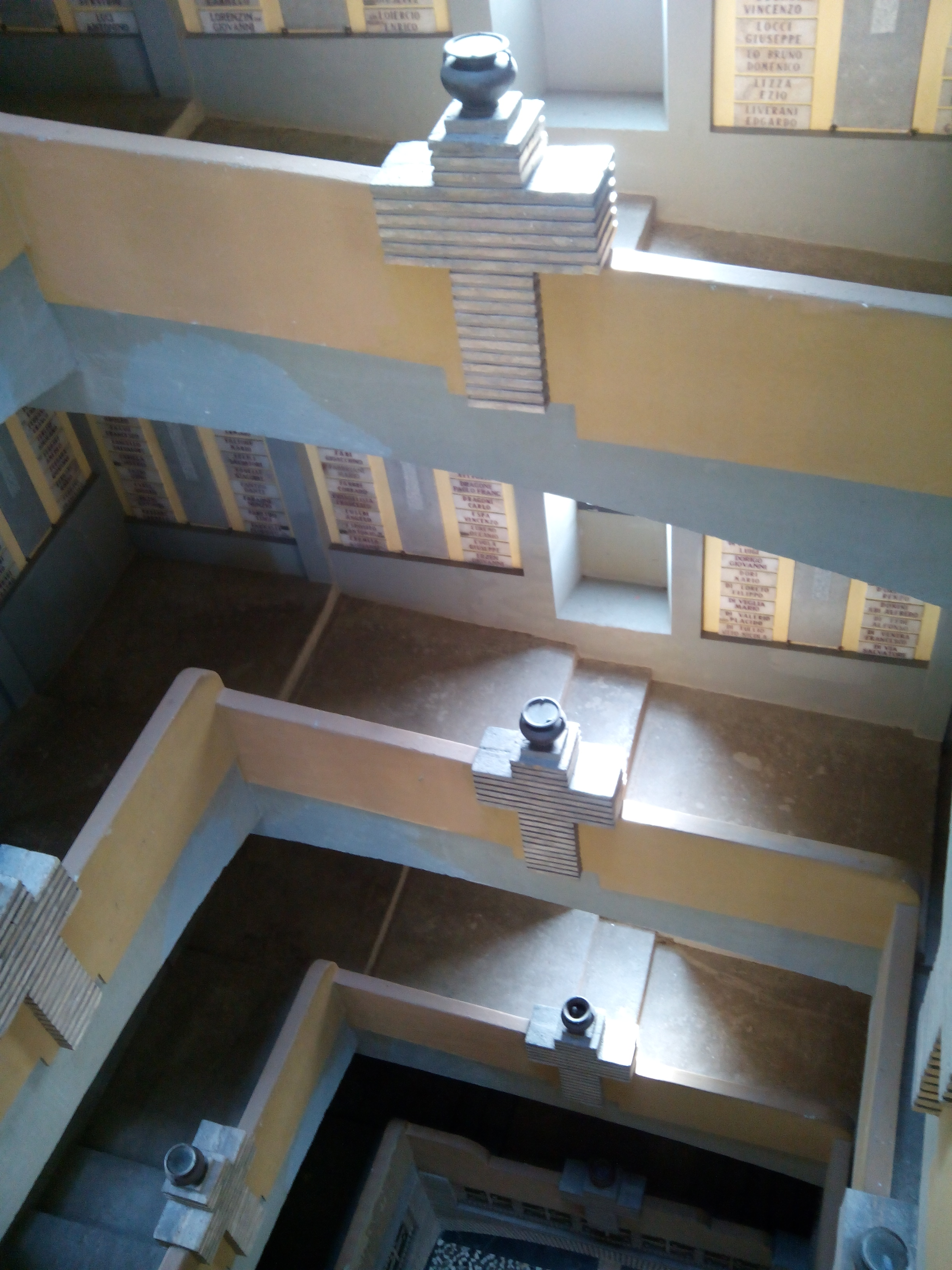
Interior de la Torre Osario.
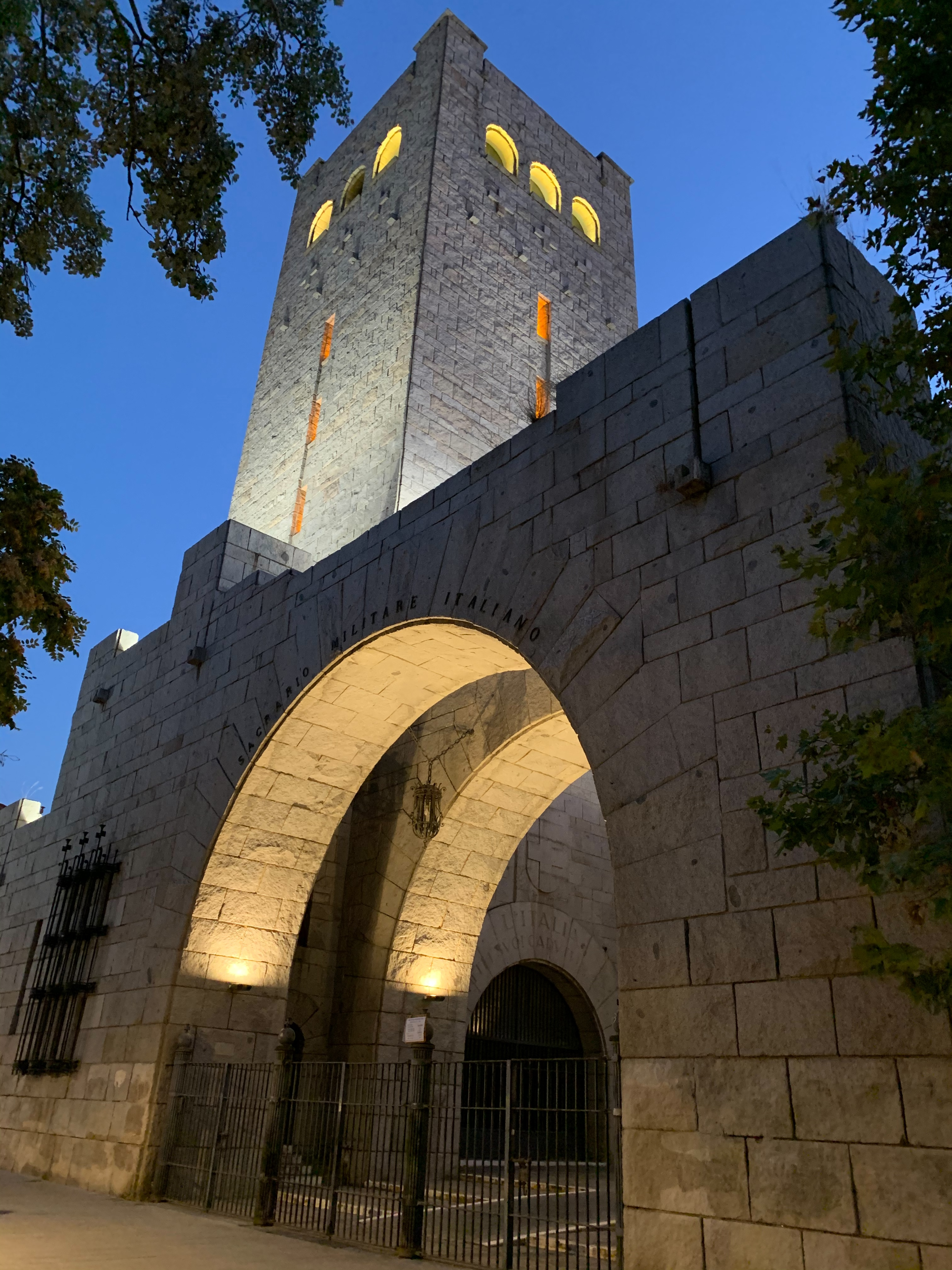
Vista nocturna del Sacrario Militare Italiano

## Infraestructuras

### Centro Social San Antonio de Padua

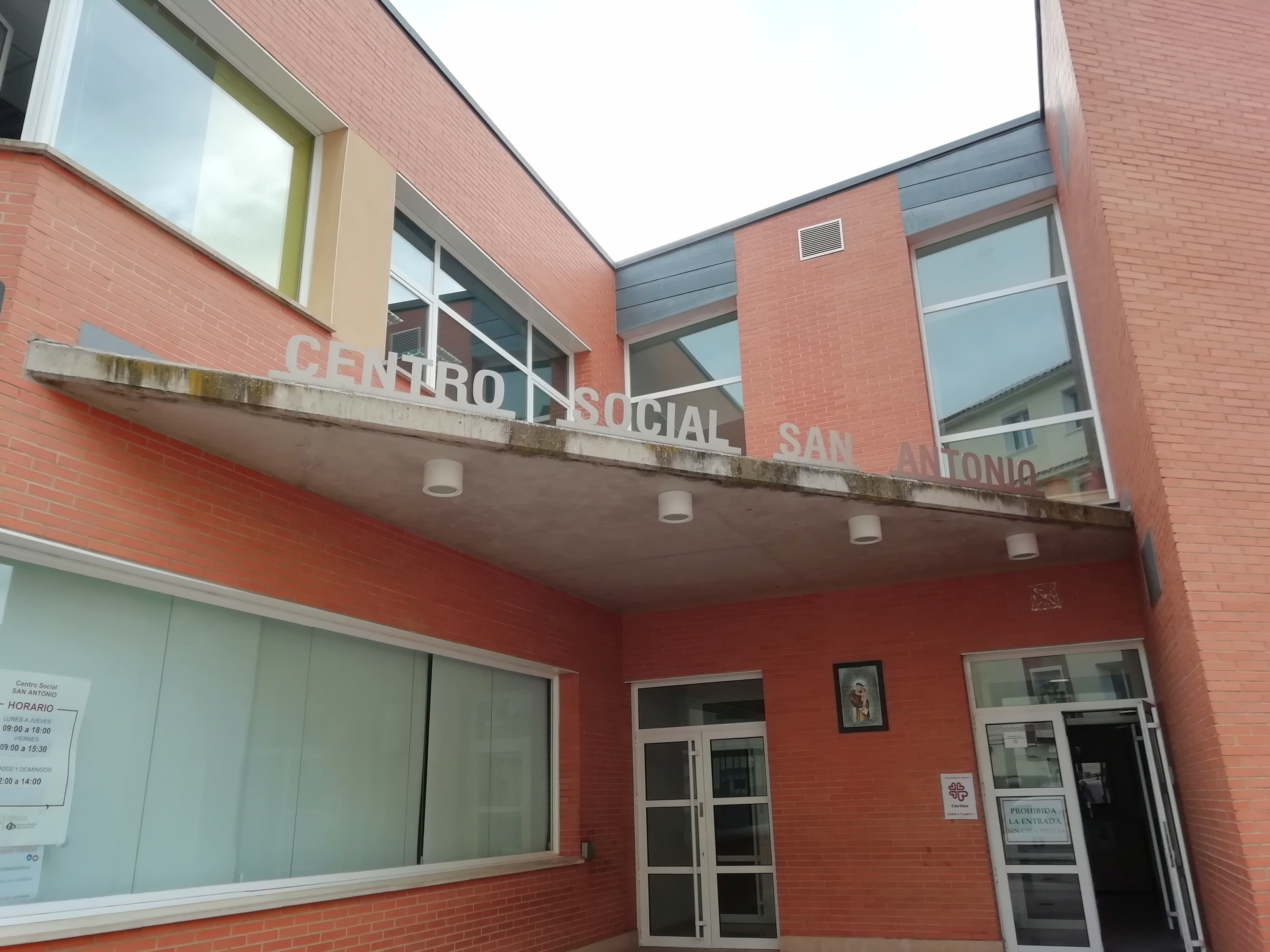
Centro Social San Antonio de Padua

Es una de las presencias que tiene SERCADE (Servicio Capuchino para el Desarrollo y la Solidaridad) en Zaragoza. El actual centro social abrió sus puertas en el año 2003. Como resultado de un gran esfuerzo iniciado por los Hermanos Capuchinos desde 1929 a favor de las personas necesitadas de ayuda y acompañamiento.

#### Comedor Social
El Comedor Social hunde sus raíces en los Comedores Gratuitos de San Antonio instalados en 1941 para atender a los niños de familias con necesidad. Está dirigido a personas solas, sin hogar y/o en exclusión social, es una de las actividades más destacadas del centro social. Proporciona todos los días una comida y atiende a más de 80 personas al día.

### Convento de los Padres Capuchinos
El convento es el lugar de residencia de la congregación de frailes capuchinos.  Se compone de tres alas alrededor de un claustro ajardinado y conecta con la iglesia, el colegio y el centro social.  Parte del convento está dedicado a obras sociales y actividades de inclusión social.

#### Casa Cuna Ainkaren
Es una asociación nacida en 1998 con el objetivo de ayudar a mujeres y niños que se encuentran en un estado de pobreza o marginación social para que puedan cambiar de forma real sus expectativas de futuro. La Asociación Ainkaren Casa Cuna está ubicada en un ala del Convento de los Padres Capuchinos y cuenta con 34 habitaciones individuales, acondicionadas para la adecuada estancia de una madre con su pequeño.

### Colegio San Antonio de Padua
Centro educativo perteneciente a la Orden de los Hermanos Menores Capuchinos con el carácter propio de los capuchinos. Hunde sus raíces en 1929, recién instalados los capuchinos en el barrio de Torrero.

## Capuchinos destacados
- Fray Gumersindo de Estella: Destacó por su asistencia espiritual a los fusilados de Zaragoza entre 1936 y 1939, cuya experiencia plasmó en sus diarios.
- Fray Julián Garás: Lego capuchino, muerto en olor de santidad. Le da nombre a una de las calles que circundan el convento de San Antonio.
- Fray José Luis Ansorena: En 1964 fundó la Juventud de San Antonio y ejerció como organista dirigiendo el coro parroquial.
- Fray Ángel de Arruazu: Ejerció como organista, director del coro parroquial y director de música del Colegio San Antonio de Padua entre 1967 y 1973.
- Fray Damián Iribarren: Poeta y escritor, centró su actividad en la población gitana de "Las Graveras" de Torrero, colaborando en la construcción de una escuela.